# 延安颂

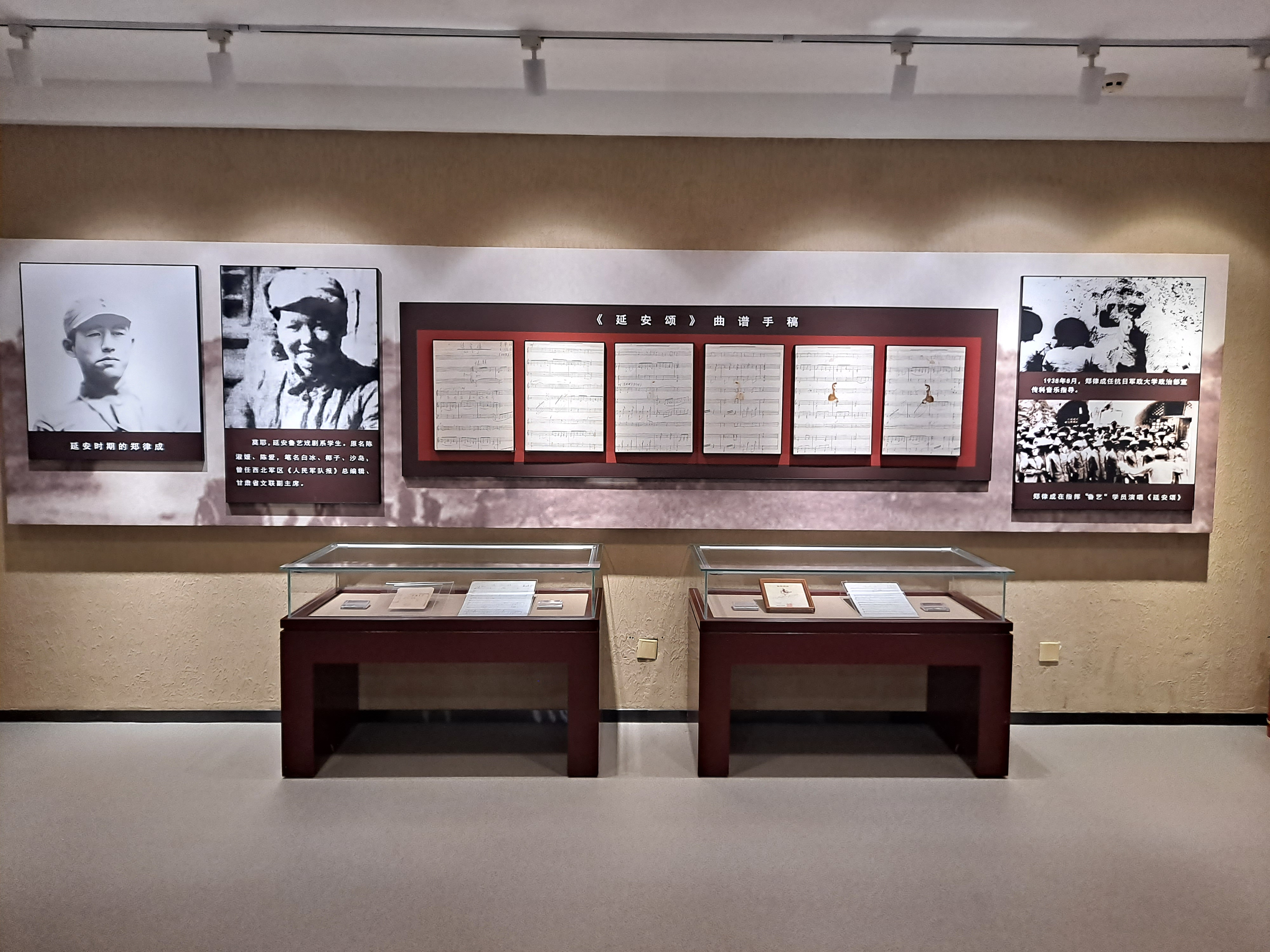
人民音乐家郑律成纪念馆内陈设的《延安颂》手稿

《延安颂》，莫耶词，郑律成曲。1938年4月作于延安。是郑律成的成名作。该曲热情地歌颂了抗日战争中的延安，具有抒情性，又富战斗气息。
原名《歌颂延安》，中宣部将之改名为《延安颂》（有征得作者同意）。被认为是延安精神的一个象征。此歌也是1958年电影《永不消逝的电波》的插曲。

## 历史
全国抗日战争爆发后，郑律成于1937年10月奔赴延安。先后入陕北公学、鲁迅艺术学院音乐系学习。1938年4月间，莫耶应郑律成请求作词，原作名为《歌颂延安》，完成创作后曾在某次延安大礼堂晚会上由郑律成和唐荣枚两人男女声合唱，当时毛泽东参加了这次晚会。之后中央宣传部要去该曲改为现名《延安颂》并铅印发行，使得该曲由延安迅速传遍全国。

## 影响
1. 该曲产生后，迅速从延安传到各个解放区，旋即传遍到全中国，传到海外各地。在当时中华民族生死存亡的历史关头，有很多人受到该歌曲的感染，奔赴延安。[1]
2. 1993年，《延安颂》被评为“20世纪华人音乐经典”。[4]
3. 2005年，《延安颂》被评为“传唱至今的十大经典抗战歌曲”。[5]

## 轶事
- 郑律成与其夫人丁雪松是通过该曲结识的。[6]